# Leptosphaerulina nitida
Leptosphaerulina nitida är en lavart som beskrevs av Crivelli 1983. Leptosphaerulina nitida ingår i släktet Leptosphaerulina, ordningen Pleosporales, klassen Dothideomycetes, divisionen sporsäcksvampar och riket svampar.   Inga underarter finns listade i Catalogue of Life.